# Justicia trifolioides
Justicia trifolioides är en akantusväxtart som beskrevs av T. Anders.. Justicia trifolioides ingår i släktet Justicia och familjen akantusväxter. Inga underarter finns listade i Catalogue of Life.